# Солотвинські озера
Соло́твинські озе́ра — група невеликих озер антропогенного походження в Закарпатській області України, в межах смт Солотвино. Більшість озер мають дуже солону воду, проте трапляються йодовані й прісноводні водойми. Найбільше озеро — Кунігунда. Солоність води в озерах до 200 ‰. Температура води влітку — до 25-27 °C. 
Солотвинські озера виникли внаслідок просідання порід при видобутку солі з розташованих поблизу соляних копалень. Перше з озер, Кунігунда, виникло 1902 року внаслідок просідання на 20 метрів недавно відкритої соляної шахти.

## Курорт
Солотвинські озера є курортною зоною, купання в солоній воді використовуються для лікування опорно-рухового апарату, переломів, радикуліту, псоріазу та інших захворювань. На берегах озер за останні 10-15 років було відкрито велику кількість санаторіїв і баз відпочинку.